# 9 décembre en sport
9 novembre 9 janvier
Chronologies thématiques
- Croisades
- Ferroviaires
- Disney

Le 9 décembre (343e jour de l'année ou 344e en cas d'année bissextile) en sport.

## Événements

### XIXesiècle
- 1868 :
  - (Baseball) : la National Association of Baseball Players autorise le professionnalisme pour la saison 1869[1].

### XXesiècle:1951-2000
- 1979 :
  - (Judo) : Thierry Rey est champion du monde de judo en super-léger.

### XXIesiècle
- 2006 :
  - (Football) : prêté par Liverpool FC, Djibril Cissé effectue, six mois après sa terrible double fracture tibia-péroné, ses débuts au stade Vélodrome sous les couleurs de l'Olympique de Marseille, lors du match contre Monaco. Entré à la 61e minute, il offre de la tête une passe décisive pour Mamadou Niang qui inscrit le but de la victoire (2-1).
- 2019 :
  - (Jeux olympiques /Dopage) : l'AMA décide d'exclure la Russie des Jeux olympiques pendant quatre ans, ce qui inclut Tokyo 2020 et Pékin 2022, pour sanctionner la falsification des données de contrôles remises à l'agence déclare un porte-parole à l'issue du comité exécutif réuni à Lausanne. Parmi les autres mesures approuvées par l'AMA, figure l'interdiction pendant quatre ans d'attribuer l'organisation de compétitions planétaires (JO et Championnat du monde). Cette suspension est la conséquence de la falsification de données de contrôles antidopage fournies par la Russie à l'AMA au début de l'année. Les experts informatiques missionnés ont découvert que «des centaines» de résultats suspects avaient été effacés de ces données, pour certains entre décembre 2018 et janvier 2019, juste avant leur remise[2].

## Naissances

### XIXesiècle
- 1864 :
  - Willoughby Hamilton, joueur de tennis irlandais. Vainqueur du Tournoi de Wimbledon 1890. († 27 septembre 1943).
- 1872 :
  - Adolphe Grisel, athlète de sprint, de sauts et de lancers, gymnaste, haltérophile puis  joueur de rugby à XV français. († 13 décembre 1942).
- 1876 :
  - Pauline Whittier, golfeuse américaine. Médaillée d'argent aux Jeux de Paris 1900. († 3 mars 1946).
- 1888 :
  - Filippo Bottino, haltérophile italien. Champion olympique des +82,5 kg aux Jeux d'Anvers 1920. († 18 octobre 1969).
- 1889 :
  - Hannes Kolehmainen, athlète de fond finlandais. Champion olympique du 5 000m, du 10 000m, du cross-country en individuel et médaillé d'argent par équipes aux Jeux de Stockholm 1912 puis champion olympique du marathon aux Jeux d'Anvers 1920. († 11 janvier 1966).

### XXesiècle:1901-1950
- 1902 :
  - Paolo Vigna, footballeur italien. († ?).
- 1906 :
  - Hans Mock, footballeur autrichien puis allemand. (12 sélections avec l'équipe d'Autriche et 5 avec l'équipe d'Allemagne). († 22 mai 1982).
- 1908 :
  - Sigmund Haringer, footballeur allemand. (15 sélections en équipe nationale). († 23 février 1975).
- 1914 :
  - Albert Carapezzi, cycliste sur route français. († 19 mars 2000).
  - Jean Snella, footballeur puis entraîneur français. († 19 novembre 1979).
- 1920 :
  - Bruno Ruffo, pilote de vitesse moto italien. Champion du monde moto 250 cm³ 1949 et 1951 puis champion du monde moto 125 cm³ 1950. († 10 février 2007).
- 1925 :
  - Bep Guidolin, hockeyeur sur glace puis entraîneur canadien. († 24 novembre 2008).
- 1933 :
  - Milt Campbell, athlète d'épreuves combinées américain. Médaillé d'argent du décathlon aux Jeux d'Helsinki 1952 puis champion olympique du décathlon aux Jeux de Melbourne 1956. († 2 novembre 2012).
  - Orville Moody, golfeur américain. Vainqueur de l'US Open 1969. († 8 août 2008).
- 1935 :
  - Noel Price, hockeyeur sur glace canadien.
- 1936 :
  - Johnny Rives, pilote de courses automobile puis journaliste et commentateur sportif français.
- 1938 :
  - Deacon Jones, joueur de foot U.S. américain. († 3 juin 2013).
- 1942 :
  - Billy Bremner, footballeur puis entraîneur écossais. (54 sélections en équipe nationale). († 7 décembre 1997).
  - Dick Butkus, joueur de foot U.S. américain. († 5 octobre 2023).
- 1943 :
  - Pit Martin, hockeyeur sur glace canadien. († 30 novembre 2008).
- 1944 :
  - Bernard Dutin, joueur de rugby à XV français. (4 sélections en équipe de France). († 15 mai 2015).
- 1946 :
  - Mervyn Davies, joueur de rugby à XV gallois. Vainqueur des Grands Chelems 1971 et 1976, des Tournois des Cinq Nations 1969, 1972, 1973 et 1975. (38 sélections en équipe nationale). († 15 mars 2012).
- 1948 :
  - Jean Krucker, pilote automobile d'endurance et de rallye suisse.
- 1949 :
  - Tom Kite, golfeur américain. Vainqueur de l'US Open 1992.

### XXesiècle:1951-2000
- 1951 :
  - Dominique Dropsy, footballeur français. (17 sélections en équipe de France). († 7 octobre 2015).
- 1953 : 
  - Jean-Louis Gasset, footballeur et entraineur de football.
- 1956 :
  - Oscar Garré, footballeur argentin. Champion du monde de football 1986. (37 sélections en équipe nationale).
- 1962 :
  - Alberto Volpi, cycliste sur route italien.
- 1963 :
  - Dave Hilton, Jr., boxeur canadien. Champion du monde poids super-moyens de boxe de 2000 à 2001.
- 1966 :
  - Dave Harold, joueur de snooker anglais.
- 1967 :
  - Jason Dozzell, footballeur puis entraîneur anglais.
- 1968 :
  - Kurt Angle, lutteur américain. Champion olympique de lutte libre des -100 kg aux Jeux d'Atlanta 1996.
- 1969 :
  - Bixente Lizarazu, footballeur puis consultant TV français. Champion du monde de football 1998. Champion d'Europe de football 2000. Vainqueur de la Ligue des champions 2001. (97 sélections en équipe de France).
- 1971 :
  - Petr Nedved, hockeyeur sur glace tchèque-canadien.
- 1972 :
  - Fabrice Santoro, joueur de tennis français. Vainqueur des Coupe Davis 1991 et 2001.
- 1973 :
  - Vénuste Niyongabo, athlète de demi-fond burundais. Champion olympique du 5 000m aux Jeux d'Atlanta 1996.
- 1975 :
  - David Páez, rink hockeyeur argentin. Champion du monde A de rink hockey masculin 1999. Vainqueur de 7 Ligue européenne de rink hockey.
  - Olivier Milloud, joueur de rugby à XV français. Vainqueur du Grand Chelem 2002 et des tournois des Six Nations 2006 et 2007. (50 sélections en équipe de France).
- 1978 :
  - Gastón Gaudio, joueur de tennis argentin. Vainqueur du Tournoi de Roland Garros 2004.
- 1979 :
  - Louis Radius, athlète de demi-fond handisport français. Médaillé de bronze du 1 500m aux Jeux de Rio 2016.
- 1980 :
  - Ryder Hesjedal, cycliste de VTT et sur route canadien. Champion du monde de VTT et de trial du relais mixte 2001 et 2002. Vainqueur du Tour d'Italie 2012.
- 1981 :
  - Mardy Fish, joueur de tennis américain. Médaillé d'argent en simple aux Jeux d'Athènes 2004.
- 1982 :
  - Tamilla Abassova, cycliste sur piste russe. Médaillée d'argent de la vitesse individuelle aux Jeux d'Athènes 2004.
- 1986 :
  - Aron Baynes, basketteur australien. Champion d'Océanie de basket-ball 2011.
  - Mathias Frank, cycliste sur route suisse.
  - Bartosz Piasecki, épéiste norvégien. Médaillé d'argent en individuel aux Jeux de Londres 2012.
  - Daniel Pietta, hockeyeur sur glace allemand.
- 1987 :
  - Mat Latos, joueur de baseball américain.
  - Jeff Petry, hockeyeur sur glace américain.
  - Ádám Szalai, footballeur hongrois. (52 sélections en équipe nationale).
- 1988 :
  - Kwadwo Asamoah, footballeur ghanéen. (70 sélections en équipe nationale).
  - Georges Mandjeck, footballeur camerounais. (40 sélections en équipe nationale).
- 1989 :
  - Marielle Amant, basketteuse française. Médaillée d'argent au CE de basket-ball 2013 et 2017. Victorieuse de l'Eurocoupe féminine 2015. (91 sélections en équipe de France).
  - Eric Bledsoe, basketteur américain.
  - Steve Mafi, joueur de rugby à XV tongien. (35 sélections en équipe nationale).
  - Élodie Portaries, joueuse de rugby à XV française. Victorieuse du Grand Chelem 2014. (25 sélections en équipe de France).
- 1990 :
  - Debbie Bont, handballeuse néerlandaise. (125 sélections en équipe nationale).
  - Junhong Lin, cycliste sur piste chinoise. Championne d'Asie de cyclisme de la vitesse par équipes 2010, 2011 et 2018, de la vitesse individuelle et par équipes 2014, du keirin 2015 puis de la vitesse individuelle 2016.
- 1991 :
  - Langston Galloway, basketteur américain.
  - Johannes Rydzek, skieur de combiné nordique allemand.
- 1992 :
  - Ruphin Kayembe, basketteur congolais.
  - Joseph Morrow, hockeyeur sur glace canadien.
  - Jordan Sarrou, cycliste de VTT cross-country français. Champion du monde de VTT et de trial du relais mixte 2014, 2015 et 2016.
- 1993 :
  - Ulupano Seuteni, joueur de rugby à XV samoan. (2 sélections en équipe nationale).
  - Olga Zubova, haltérophile russe. Championne d'Europe d'haltérophilie des -75 kg 2012.
- 1994 :
  - Alivereti Raka, joueur de rugby à XV franco-fidjien. Vainqueur du Challenge européen 2019. (2 sélections avec l'équipe de France).
- 1995 :
  - Kelly Oubre, basketteur américain.
- 1996 :
  - Dewan Hernandez, basketteur américain.
  - Haywood Highsmith, basketteur américain.
- 1997 :
  - Alexander Bah, footballeur danois.
  - Nawal Meniker, athlète de saut en hauteur française.
- 1998 :
  - John Björkengren, footballeur suédois.

## Décès

### XXesiècle:1901-1950
- 1942 :
  - Harry Trihey, 64 ans, hockeyeur sur glace canadien. (° 25 décembre 1877).
- 1950 :
  - Oscar Paul Osthoff, 67 ans, haltérophile américain. Champion olympique à un bras poids lourd puis médaillé d'argent à deux bras aux Jeux de Saint-Louis 1904. (° 23 mars 1883).

### XXesiècle:1951-2000
- 1965 :
  - Gioacchino Armano, 81 ans, footballeur italien. (° 15 décembre 1883).
  - Branch Rickey, 83 ans, joueur de baseball puis dirigeant sportif américain. (° 20 décembre 1881).
- 1968 :
  - Harry Stenqvist, 74 ans, cycliste sur route suédois. Champion olympique de la course sur route en individuel et médaillé d'argent de la course par équipes aux Jeux d'Anvers 1920. (° 25 décembre 1893).
- 1973 :
  - Urbain Wallet, 74 ans, footballeur français. (21 sélections en Équipe de France). (° 4 juillet 1899).
- 1981 :
  - Rudolf Viertl, 79 ans, footballeur autrichien. (16 sélections en équipe nationale). (° 12 novembre 1902).
- 1998 :
  - Archie Moore, 84 ans, boxeur américain. Champion du monde poids mi-lourds de boxe de 1952 à 1962. (° 13 décembre 1913).

### XXIesiècle
- 2007 :
  - Jim Langley, 78 ans, footballeur anglais. (3 sélections en équipe nationale). (° 7 février 1929).
  - Rafael Sperafico, 26 ans, pilote de courses automobile brésilien. (° 22 avril 1981).
- 2008 :
  - Emmanuel Bitanga, 55 ans, athlète de sprint camerounais. (° 5 novembre 1953).
- 2011 :
  - Bernard Momméjat, 77 ans, joueur de rugby à XV français. Vainqueur des tournois des Cinq Nations 1959, 1960 et 1962. (22 sélections en équipe de France). (° 18 mai 1934).
- 2020 : Paolo Rossi, footballeur italien, champion du monde 1982 (° 23 septembre 1956).